# Милица Гардашевић
Милица Гардашевић (Нови Сад, 28. септембар 1998) је српска скакачица удаљ. Чланица је АК Војводина из Новог Сада. Гардашевићева је 2017. године победила на Европском првенству до 20 година у Гросету, што јој је донело титулу актуелног јуниорског европског првака.

## Спортска каријера
Милица Гардашевић је прво међународно искуство стекла 2013. године на Европском олимпијском фестивалу младих у Утрехту. У скоку у даљ, завршила је на четвртом месту са 5,91 м. У 2015. години, представљала је Србију на Европском екипном првенству (2. лига) у Старој Загори и тамо стигла до седмог места. На Јуниорском Светском првенству у Калију скочила је 6,20 м у финалу и заузела шесто место. У 2016. години учествовала је на Јуниорском Светском првенству у Бидгошчу, у Пољској, где је завршила на једанаестом месту, са 5,95 m. Такође у 2017. години представљала је своју земљу на Европском тимском првенству (2. лига) у Тел Авиву где скочила 6,19 м. У 2017. години прославила је свој највећи успех до сада, освојивши златну медаљу на Европском првенству до 20 година у Гросету, резултатом 6,46 m. Следеће године се први пут квалификовала за Европско првенство у Берлину и са скоком од 6,26 м заузела 21. место.
У 2017. и 2018. години Гардашевићева је постала првак Србије у скоку у даљ на отвореном, док у дворани ту титулу носи од 2016. године.
Освојила је златну медаљу на Медитеранским играма 2022. године у Орану у дисциплини скок у даљ.
Гардашевићева је освојила „Златну лигу” 2024. године у скоку удаљ. На финалном митингу такмичења организованог у Мадриду је заузела друго место, што јој је било довољно за победу у укупном пласману. Србија је њеном победом први пут у историји добила победника на овом светском такмичењу.

## Лични рекорди
- Скок у даљ: 6.91   м (+1.8 м / с), 23. јули 2023. у Краљеву
- Скок у даљ (дворана): 6,90 м, 18. фебруар 2023. у Београду